# Margot Woelk
Margot Woelk (* 27. Dezember 1917 in Berlin-Schmargendorf; † 2014) war eine deutsche Vorkosterin Adolf Hitlers. Sie gehörte zu einer Gruppe von fünfzehn jungen Frauen im Jahr 1942, die Hitlers Nahrung in der Wolfsschanze auf Toxine testen musste. Sie war die einzige überlebende Zeitzeugin dieser Gruppe.

## Leben
Woelk wurde in Schmargendorf geboren, seit 1920 ein Stadtteil von Berlin. Sie berichtet, ihr Vater habe seinen Beitritt in die Nationalsozialistische Deutsche Arbeiterpartei (NSDAP) verweigert, wofür er gerichtlich verurteilt wurde, und auch sie habe sich geweigert, dem Bund Deutscher Mädel (BDM) beizutreten. Woelk war seit 1939 verheiratet und arbeitete zu Beginn des Zweiten Weltkriegs als Sekretärin. 
Im Alter von 24 Jahren war sie im Sommer 1942 aus dem zerbombten Elternhaus in Berlin geflohen und zu ihrer Schwiegermutter nach Groß-Partsch in Ostpreußen gezogen. Zweieinhalb Kilometer westlich befand sich das Führerhauptquartier Wolfsschanze. Kaum dort angekommen, wurde sie von der SS, zusammen mit den anderen jungen Frauen, zu einem Barackenbau im nahe gelegenen Krausendorf gebracht. Da es Gerüchte gab, dass die Alliierten Hitler vergiften wollten, mussten die Frauen Proben des Mittagessens für die Wolfsschanze vorkosten. Jeden Morgen wurde die junge Frau bei ihren Schwiegereltern abgeholt. Gebraucht wurde sie allerdings nur, wenn Hitler auch anwesend war. Nach dem Attentat vom 20. Juli 1944 wurden die Sicherheitsmaßnahmen verschärft; die Vorkosterinnen durften nicht mehr zu Hause wohnen, sondern wurden in der Woche in eine leerstehende Schule in der Nähe der Wolfsschanze gebracht. Als die Rote Armee nur noch wenige Kilometer entfernt war, verhalf ein Oberleutnant Woelk zur Flucht nach Berlin. Nach dem Krieg erfuhr sie von ihm, dass die anderen Vorkosterinnen von sowjetischen Soldaten erschossen worden seien. In Berlin tauchte Woelk bei einem Arzt unter, der sie versteckte. Als SS-Soldaten in der Praxis auftauchten und die Flüchtige suchten, verleugnete er sie und rettete ihr dadurch das Leben. Doch als sie zurück nach Schmargendorf kam, sei sie von Soldaten der Roten Armee 14 Tage lang vergewaltigt worden, sodass sie keine Kinder mehr bekommen konnte. Erst 1946 sah sie ihren totgeglaubten Mann Karl wieder, mit dem sie die folgenden 34 Jahre gemeinsam verbrachte.
Laut einem Artikel von Sven Felix Kellerhoff in der Welt hatte Hitler keine direkten Vorkoster. Allerdings behauptet Margot Woelk nicht, direkt in der Wolfsschanze gewesen zu sein. Das Vorkosten fand außerhalb statt. Mutmaßlich wurden also nur Proben von Lebensmittellieferungen vorgekostet.
Erst „ein paar Monate nach ihrem 95. Geburtstag“ (27. Dezember 2012) enthüllte sie ihre auch vor ihrem Mann geheimgehaltene Rolle als Vorkosterin Hitlers. Rosella Postorino veröffentlichte 2018 darauf basierend einen Roman, der 2024 von Silvio Soldini unter dem Titel Die Vorkosterinnen verfilmt wurde.